# Denisa Ferenčíková
Denisa Ferenčíková (* 26. srpna 1991 Tvrdošín) je bývalá slovenská florbalistka, reprezentantka a pětinásobná mistryně Česka. V nejvyšších soutěžích Slovenska, Česka a Finska hrála v letech 2006 až 2023.

## Klubová kariéra
Ferenčíková s florbalem začínala v klubu FBK Tvrdošín. Z něj odešla na hostování do slovenské Extraligy do klubů Juventa Žilina a Sereď. Poté, co se Tvrdošín do Extraligy přihlásil, se do týmu v roce 2008 vrátila a odehrála v něm dva ročníky. V sezóně 2009/2010 výrazně přispěla k zisku bronzové medaile.
Následně jako první Slovenka přestoupila do klubu 1. SC Vítkovice do české Extraligy. Ve Vítkovicích odehrála do roku 2018 osm sezón, ve kterých Vítkovice vždy skončily na medailové pozici. V roce 2013 se probojovaly poprvé po 13 letech do finále. V další sezóně 2013/2014 již přerušily sedm let trvající vládu týmu Herbadent Praha 11 SJM. Ferenčíková ve finále vstřelila gól. Na následném Poháru mistrů získaly první české ženské stříbro. K dalším dvěma titulům v sezónách 2015/2016 a sezóně 2017/2018 dovedla Ferenčíková tým jako kapitánka. V sezóně 2017/2018 také jako první hráčka v historii obhájila titul nejužitečnější hráčky ligy z předchozího roku. Během svého prvního působení ve Vítkovicích byla třikrát nejproduktivnější hráčkou týmu (sezóny 2012/2013, 2015/2016 a 2016/2017).
Na sezónu 2018/2019 odešla do finské nejvyšší soutěže do týmu SC Classic.
V roce 2019 se vrátila do Vítkovic, znovu v roli kapitánky. Tak dovedla tým ke svému čtvrtému titulu v ročníku 2020/2021. V sezóně sezóně 2021/2022 se Vítkovice poprvé po sedmi letech neprobojovaly do finále. Ale již o rok později dovedla tým k jejímu poslednímu titulu v jejím rekordním sedmém Superfinále. Následně ukončila vrcholovou kariéru. Ve Vítkovicích dál působí v realizačním týmu.

## Reprezentační kariéra
Ferenčíková poprvé reprezentovala Slovensko na juniorském mistrovství světa 2008, kde Slovenky postoupily do Divize A. Zúčastnila se i dalšího juniorského mistrovství 2010, kde skončily na pátém místě, dosud nejlepším umístění slovenských juniorek (společně s mistrovstvím 2014).
V ženské reprezentaci hrála poprvé na mistrovství v roce 2009, posledním na kterém Slovensko hrálo v Divizi B. Hrála i na následujícím mistrovství v roce 2011. Šampionátu v roce 2013 se pro zranění nezúčastnila, ale hrála na dalších čtyřech od roku 2015. Po mistrovství v roce 2021 ukončila reprezentační kariéru. Na domácím šampionátu v roce 2017 vybojovaly páté místo, také dosud nejlepší umístění slovenských žen (dorovnané v roce 2023). Celkem v reprezentaci odehrála 101 zápasů.
| Umístění | Soutěž                                                      |
| -------- | ----------------------------------------------------------- |
| 9.       | Mistrovství světa ve florbale žen do 19 let 2008 (divize B) |
| 18.      | Mistrovství světa ve florbale žen 2009 (divize B)           |
| 5.       | Mistrovství světa ve florbale žen do 19 let 2010            |
| 12.      | Mistrovství světa ve florbale žen 2011                      |
| 8.       | Mistrovství světa ve florbale žen 2015                      |
| 5.       | Mistrovství světa ve florbale žen 2017                      |
| 6.       | Mistrovství světa ve florbale žen 2019                      |
| 6.       | Mistrovství světa ve florbale žen 2021                      |

## Ocenění
V sezónách 2017/2018 a 2018/2019 byla jako první hráčka v historii dvakrát po sobě zvolena nejužitečnější hráčkou české Extraligy žen.
V sezónách 2018/2019, 2019/2020 a 2022/2023 byla zvolena slovenskou Florbalistkou roka a v roce 2022 byla uvedena Síně slávy SZFB.